# Bengalen (gebied)

Locatie van Bengalen

Bengalen is een regio in het noordoosten van het Indisch subcontinent die is onderverdeeld in de Indiase staat West-Bengalen en het land Bangladesh. Het is een van de dichtstbevolkte gebieden op aarde, en heeft een geschat inwoneraantal van ruim tweehonderd miljoen inwoners en een geschatte bevolkingsdichtheid van ruim 950 mensen per km².

## Geografie
Het gebied bestaat voor het grootste deel uit de gezamenlijke delta van de rivieren de Ganges, de Brahmaputra en enkele andere grote rivieren. In het zuiden ligt de Golf van Bengalen.
Bengalen herbergt twee metropolen: Dhaka en Calcutta.

## Geschiedenis

### Oude geschiedenis
De geschiedenis van Bengalen begint aanzienlijk later dan de rest van het Indische Subcontinent. Het deltagebied van de Ganges en de Brahmaputra, dat van tijd tot tijd, en vrijwel altijd onverwachts, door natuurrampen wordt geteisterd, lag minder voor de hand als vestingplaats voor mensen dan bijvoorbeeld de Indus-Gangesvlakte.
Dat het vruchtbare deltagebied uiteindelijk toch bewoond is geraakt, heeft niets te maken de grilligheid van de natuur. De gevestigde agrarische beschaving in het Indus-Gangesgebied werd namelijk van tijd tot tijd belaagd door nomadenvolkeren uit Centraal-Azië, uit de landen ten noorden van de Himalaya.
Deze Indo-Ariërs hebben rond 1000 v.Chr. tijdens een van hun invallen de stam der Bang vanuit hun nederzettingen aan de Ganges verdreven naar het verraderlijke deltagebied. Het zijn deze Bang geweest, die dit gebied hebben ontgonnen. De arianisatie bereikte Bengalen echter voor het einde van de Vedische periode.
Bengalen maakte deel uit van het rijk van de vanuit Magadha regerende Maurya's en Gupta's. Vooral de beeldende kunst bloeide op, hoewel het nog enige tijd achterbleef op het werk van de kunstenaars in Magadha en het westen van India. Dit verschil bracht echter ook het besef met zich mee van een eigen identiteit van het Bang-volk - de Bangali - dat een eigen taal sprak en rond het jaar 1000 ook een eigen schrift en eigen literatuur ontwikkelde.
In die tijd was Bengalen al ongeveer vijf eeuwen een onafhankelijke staat, die was ontstaan toen de vanuit Centraal-Azië binnenvallende Huna's rond het begin van de 5de eeuw het Guptarijk hadden vernietigd.

### Pala-dynastie
De bloeitijd van dit Bengaalse rijk valt tussen de 8e en de 12e eeuw, toen de boeddhistische Pala-dynastie aan de macht was. Gopala, de stichter van dit vorstenhuis, had omstreeks het jaar 750 om naar het schijnt religieus-politieke redenen een hindoe-vorst van de Bengaalse troon gestoten. Zijn pogingen om van de Bengali boeddhisten te maken faalden echter.
Het hindoeïsme bleek, zoals elders op het Indische Subcontinent, ook in Bengalen te veerkrachtig en te diep geworteld in de samenleving, al ging de toplaag van de Bengaalse samenleving destijds over op het boeddhisme.
Onder Gopala's zoon Dharmapala (769-814) werd Bengalen een boeddhistische macht van belang in het toenmalige Azië. De Bengali, die zich inmiddels hadden ontwikkeld tot een handeldrijvend en zeevaardig volk, onderhielden contacten met de boeddhistische heersers op Java en dreven handel met China en Japan. Malanda, thans een onbeduidend dorp met slecht geconserveerde ruïnes, was de hoofdstad en het culturele centrum van het Pala-rijk. De tempelruïnes in Paharpur laten zien dat de beeldhouwkunst in de Pala-dynastie een heel eigen zeggingskracht had weten te bereiken.

### Islamitische tijd
In het begin van de twaalfde eeuw werden de boeddhistische heersers verdreven en kwam de hindoeïstische Sena-dynastie op de troon. Op zijn beurt werd een Sena-heerser in 1202 onttroond door islamitische heersers. Bengalen werd toen een deel van het sultanaat Delhi, maar kreeg een eigen vice-sultan. Wat bij het aan de macht komen van de Pala-dynastie ook was gebeurd, herhaalde zich; de toplaag van de bevolking ging over tot de islam. Uit deze tijd dateert dus de godsdienstige onenigheid van Bengalen, die in 1947 zou leiden tot een splitsing van het land.
Bengalen moest hoge belastingen aan Delhi afdragen. In 1339 maakten de vice-sultans van Bengalen zich compleet los van het sultanaat Delhi. Bengalen werd opnieuw een onafhankelijke staat onder leiding van de islamitische heersers.
In 1576 kwam Bengalen nogmaals onder het gezag van Delhi toen de Mogols het gebied veroverden. Bengalen ontwikkelde zich daarna tot een handels- en cultureel centrum.

### Britse tijd
Europese handelaren arriveerden aan het eind van de vijftiende eeuw en uiteindelijk beheerste de Britse Oost-Indische Compagnie het gebied vanaf 1757,  van waaruit de Britten hun controle over heel India uitbreidden. De Britten maakten uiteindelijk het gebied tot de provincie Bengalen van Brits-Indië, waar echter ook delen van de huidige staten Bihar, Tripura en Odisha toe behoorden, maar niet het vorstenland Cooch Behar.
Onder het Britse bewind deden zich herhaaldelijk hongersnoden voor, meestal gelinkt aan periodes van droogte (1873-74, 1876, 1877, 1896-97 en 1899). De hongersnood van 1873-74 trof naar schatting 25 miljoen mensen, maar de mortaliteit bleef laag dankzij voedselimport uit Birma. De hulpacties onder de verantwoordelijkheid van luitenant-gouverneur Richard Temple waren doeltreffend, al werd hij achteraf door de Britten zwaar bekritiseerd om de gemaakte kosten. De grote hongersnood van 1943, waarin 2 à 3 miljoen Bengalen omkwamen, had geen klimatologische oorzaken. Door de Japanse verovering van Birma in 1942 viel de rijstimport stil. Het koloniale bewind leidde voedsel af naar prioritaire groepen (leger, administratie, enz.) en weigerde tegelijk te erkennen dat er schaarste heerste. Het falende beleid uitte zich ook in woekerprijzen op de zwarte markt. Na de onafhankelijkheid werd de irrigatie verbeterd en deden zich geen grootschalige hongersnoden meer voor.

### Splitsing van Bengalen

Deling van Bengalen

Op 3 juli 1946 werd de provincie verdeeld in een overwegend hindoeïstisch West-Bengalen en een overwegend islamitisch Oost-Bengalen. Bij de onafhankelijkheid van India en Pakistan in 1947 kwam West-Bengalen als staat bij India en Oost-Bengalen als provincie bij Pakistan. In 1955 werd Oost-Bengalen hernoemd naar Oost-Pakistan. In 1971 werd Oost-Pakistan onafhankelijk onder de naam Bangladesh, wat het "land van de Bengalen" betekent.

## Geboren
- Charles Sturt (1795-1869), Britse ontdekkingsreiziger